# Hildebran, North Carolina
Hildebran, North Carolina (енгл. Hildebran) град је у америчкој савезној држави Северна Каролина.

## Демографија
По попису из 2010. године број становника је 2.023, што је 551 (37,4%) становника више него 2000. године.
| Група             | 2000.         | 2010.         |
| Белци             | 1.363 (92,6%) | 1.845 (91,2%) |
| Афроамериканци    | 17 (1,2%)     | 33 (1,6%)     |
| Азијати           | 65 (4,4%)     | 74 (3,7%)     |
| Хиспаноамериканци | 10 (0,7%)     | 48 (2,4%)     |
| Укупно            | 1.472         | 2.023         |